# Palm Springs Walk of Stars

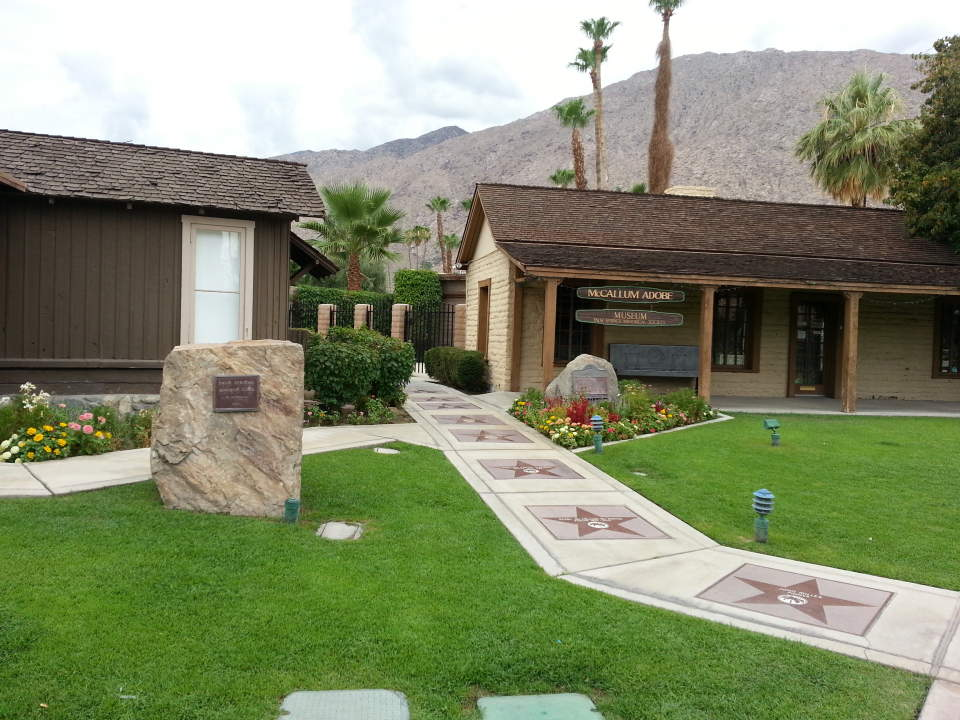
Stelle sulla Walk of Stars al Village Green Heritage Center

La Palm Springs Walk of Stars è un cammino della celebrità nel centro di Palm Springs, in California, dove le "Golden Palm Stars", in onore di varie persone che hanno vissuto nell'area metropolitana di Palm Springs, sono incastonate nel marciapiede. Il cammino comprende porzioni di Palm Canyon Drive, Tahquitz Canyon Way, La Plaza Court e il Museum Drive. Tra le persone onorate ci sono presidenti degli Stati Uniti, personalità del mondo dello spettacolo, personaggi letterari (autori, drammaturghi, sceneggiatori), pionieri e leader civici: primi coloni, leader tribali, personalità civiche, operatori umanitari e destinatari della Medal of Honor (Medaglia d'onore).

## Storia
La Palm Springs Walk of Stars è stata fondata nel 1992 da Gerhard Frenzel e Barbara Foster-Henderson. La prima cerimonia di insediamento si tenne il 26 febbraio 1992 e vide la partecipazione del sindaco onorario di Hollywood Johnny Grant. Le prime cinque Golden Palm Stars sono state dedicate a Earle C. Strebe, William Powell, Ruby Keeler, Charles Farrell e Ralph Bellamy. Nel maggio 2017, la Walk of Stars e la città di Palm Springs hanno annunciato una sospensione temporanea dell'installazione di nuove stelle mentre rivedevano i criteri di selezione.

## Premiati

### Destinatari della medaglia d'onore
Cinque vincitori della Medaglia d'Onore della Valle di Coachella sono stati premiati durante la Festa dei Veterani del 1999
- HM1 Robert E. Bush, US Navy
- Mag. Gen. James Lewis Day, US Marine Corps
- Capit. William McGonagle, US Navy, premiato per l'eroismo durante l'Incidente della USS Liberty del 1967
- Col. Lewis Millett, US Army
- Col. Mitchell Paige, US Marine Corps

### Ex presidenti
Questi ex presidenti degli Stati Uniti hanno vissuto nella zona di Palm Springs dopo il loro pensionamento.
- Barack Obama
- Dwight Eisenhower
- Gerald Ford, con Betty Ford
- Ronald Reagan

### Industria dello spettacolo
Palm Springs è stata famosa come località invernale e luogo della seconda casa per le personalità dello spettacolo. Questi riconoscimenti includono attori, artisti, registi, produttori e direttori della fotografia di film, radio, teatro e televisione.
- Chris Alcaide[7]188[8]: 191
- Alexander family
- Richard Anderson
- Dane Andrew[9]
- Vic Armstrong[2]3
- William Asher
- Lauren Bacall
- Carroll Baker
- Kaye Ballard[8]377
- Malcolm Barbour
- Sir Alfred J. DiMora (produttore di auto di lusso)
- Rona Barrett[4]37[8]102
- Gene Barry[7]257[8]313
- Ralph Bellamy
- Roberto Benigni
- Mr. Blackwell[7]22[8]50
- Frank Bogert[8]67, 232, 240[10]
- Cliff Bole
- Ray Bolger
- Ernest Borgnine
- Joyce Bulifant e Roger Perry
- Lynda Carter
- Lon Chaney Jr.
- Carol Channing[8]377[10]
- Chevy Chase
- Cheeta, lo scimpanzé
- Linda Christian[7]15
- Iron Eyes Cody
- John Conte
- Pierre Cossette
- Patrick Curtis[3]135
- Keisha D
- Michael Dante
- Kal David e Lauri Bono[4]63
- Beryl Davis[7]257
- Eddie Dean
- William "Bill" Demarest[7]256, 278[8]336, 365
- Catherine Deneuve
- Kem Dibbs
- Marlene Dietrich
- Phyllis Diller
- Morton Downey Jr.
- Tom Dreesen
- Ellen Drew
- Denise DuBarry
- Wesley Eure
- Charlie Farrell[7]148[8]32, 159
- Alice Faye
- Frank Ferrante
- Rhonda Fleming
- Peter Fonda
- The Four Freshmen
- Karrell Fox
- John Frederick[3]12[11]
- Kathy Garver
- Larry Gelbart[7]248[8]325
- Harry W. Gerstad[7]277[8]364
- Debbie Gibson
- Buddy Greco[nb 1][4]87
- Earl Greenburg[nb 2][12]
- Jimmy Greenspoon
- Kathy Griffin
- Merv Griffin[10]
- Harry Guardino[7]193[8]233[13]
- Val Guest[7]254 and[nb 3]
Yolande Donlan[7]255[8]315
- Buddy Hackett
- Monte Hale
- Ron Hale
- Monty Hall[4]99
- George Hamilton[7]56, 79
- Phil Harris[14]
- Richard Harrison[2]57[7]16, 151[8]145
- Mary Hart
- Susan Hart
- Horace Heidt[7]109
- Bob Hope[8]39, 144, 151–52, 238, 245, 357[10]
- Dolores Hope[10]
- Lena Horne[15]34[8]122
- Clark Howard
- Huell Howser[8]234
- Rock Hudson[8]112
- Tab Hunter
- Betty Hutton[7]147, 249[8]142, 328
- Leo Jaffe
- Dennis James
- Herb Jeffries
- Beverly Johnson
- Al Jolson[7]173[8]178
- Charles "Buck" Jones[3]143
- Jack Jones
- James Earl Jones
- Sean Kanan
- KC and the Sunshine Band
- Howard Keel
- Ruby Keeler
- Burt Kennedy
- Udo Kier
- Dorothy Kloss
- Gail Kobe
- Art Laboe
- Alan Ladd[7]63[8]74, 186, 213
- Sue Carol Ladd[7]111
- Frankie Laine
- Sue Ane Langdon
- Mario Lanza[7]80[8]89
- Ruta Lee[4]119[8]44, 114
- Andrea Leeds[7]85, 119[8]131, 210
- Liberace[10]
- Hal Linden
- Roberta Linn[3]60[16]
- Rich Little
- George Lopez
- Trini Lopez[4]127[8]71
- Sophia Loren
- Carole Cook
- Pierce Lyden
- James MacArthur
- Gavin MacLeod
- Fred MacMurray
- Guy Madison[8]379
- Johnny Mann
- Harpo Marx[8]369
- Susan Fleming Marx
- Michael Masser[7]171[8]165
- Ross Mathews[17]
- Dan McGrath
- Ann Miller[7]94[8]119
- Whitey Mitchell[nb 4]
- Marilyn Monroe[10][nb 5]
- Montie Montana
- George Montgomery[7]165, 244[8]73, 173, 284
- Gloria Monty
- Jan Murray
- George Nader[7]72[8]112[18]90
- Ricky Nelson
- Wayne Newton, musicista
- Leslie Nielsen
- Donald O'Connor[7]69[8]103–104
- Andrew P. Ordon, M.D.[nb 6][19]
- William T. Orr
- Colonel Tom Parker[7]58[8]105
- Charlie Pasarell
- "Papa" John Phillips[7]53[8]128, 172
- Mary Pickford[nb 7][8]88
- Eileen ("Mike") and Robert ("Bob") Pollock[8]89
- Diana "Mousie" Powell (née Lewis)[8]129
- William Powell[7]65[8]129
- Elvis Presley[8]19, 56, 75, 77, 105, 205[20]
- Victoria Principal
- Frankie Randall
- Della Reese[8]220
- Debbie Reynolds[4]167[8]49, 127, 318
- Jody Reynolds
- Buddy Rich[8]83
- The Ritz Brothers
- Pat Rizzo
- Charles "Buddy" Rogers[nb 8][8]88
- Ginger Rogers
- Roy Rogers and Dale Evans
- Mickey Rooney
- Sandler and Young[7]254
- John Schlesinger[8]342[18]146–49
- Ettore Scola
- Randolph Scott
- Ken Seeley
- Dinah Shore[8]73, 173[10]
- Del Shores[21]
- Ginny Simms[7]208, 261[8]252, 321
- Barbara Sinatra[8]381[10]
- Frank Sinatra[8]143, 381[10]
- Frank Sinatra Jr.
- Nancy Sinatra
- Keely Smith[4]183[8]158, 335[nb 9]
- Elke Sommer
- Randy Sparks e The New Christy Minstrels
- Robert Stack[7]131, 236[8]298
- Susan Stafford
- Connie Stevens[10]
- Larry Storch
- Alvin Taylor
- Elizabeth Taylor[8]117
- Judy Tenuta
- Ruth Terry
- Richard Thorpe[8]269[22] and[nb 10] Jerry Thorpe[7]265
- Lily Tomlin and Jane Wagner[7]99[8]121[23]
- Bill Torrance
- Don Tosti[7]207[8]249
- Jerry Vale
- Rudy Vallée[7]69[8]20
- Mamie Van Doren
- Dick Van Patten
- Lisa Vanderpump
- Ken Venturi[nb 11]
- Russell Wade[3]127[8]222, 252
- Lindsay Wagner[24]
- Fred Waring
- Dionne Warwick[25]
- Jerry Weintraub[7]240[8]290
- Adam West
- Dan Westfall[9]
- Natalie Wood[7]231
- Jane Wyman[8]33, 117[10][26]
- Loretta Young[8]271[10]

### Pionieri, leader civici e altri contributori
Vengono onorati anche i primi pionieri e gli altri contributori della comunità.
- William F. "Bill" Austin – fondatore degli Starkey Laboratories e filantropo[2]4
- John Bianchi – produttore di pelletteria, Maggior Generale della Guardia nazionale[27]
- Annette Bloch – filantropo e scrittore[28]
- Sonny Bono – comico, cantante, attore, ex sindaco e membro del Congresso.[8]60, 278, 285, 299
- Timothy Ray Bradley Jr. – Campione di boxe WBO e WBC
- Michael Bush – Giocatore di football professionista del Draft NFL 2007
- Pierre Cardin – azienda di moda
- Jim Casey – uomo d'affari
- Michael Costello – stilista di moda
- Larry e Jo Ann Davis – leader civici[29]
- Velma Wayne Dawson – puparo e marionettista, donatore al College of the Desert.
- Sir Alfred J. DiMora – produttore di auto di lusso
- Arthur Elrod – designer
- Barbara Foster – leader civica e coniuge del sindaco Foster[30]
- William "Bill" Foster – sindaco di Palm Springs[3]85
- Helene Galen – filantropo
- Melvin Haber – autore e conduttore
- Earl e Miriam Hoover – filantropi[31][nb 12]
- Hugh M. Kaptur – Architetto moderno della metà del secolo.[32]
- Al Lerner, banchiere e filantropo
- Michael McCarthy – Dirigente della Merrill Lynch, Governatore dell'AMEX e della NYSE, leader di comunità[2]89[8]160
- Richard Milanovich – presidente della Banda Agua Caliente[3]164
- Albert T. Milauskas –  oculista e filantropo
- Raymond Moore - tennista e sviluppatore ATP Tour[2] 98
- Chester e Patricia Moorten – hanno fondato l'Orto Botanico di Moorten e Cactarium.[7]224
- Jim Murray – Giornalista sportivo del Los Angeles Times, ha fondato la Jim Murray Memorial Foundation[33]
- Richard Neutra – architetto
- Ron Oden – sindaco di Palm Springs
- Arnold Palmer – golfista e ristoratore[8]380
- Charlie Pasarell – tennista e direttore del BNP Paribas Open
- George S. Patton – Generale della seconda guerra mondiale
- Darryl Ponicsan
- Jennette Rockefeller – socialite ed ex First Lady dell'Arkansas[8]133[10][34]
- José Julio Sarria[35]
- Earle C. Strebe – uomo d'affari[3]1
- Sidney Williams

### Letteratura
Questi premiati includono autori, drammaturghi, sceneggiatori, cantanti, compositori e musicisti.
- Truman Capote – autore[8]158[18]174–78[36]
- James Casey – filantropo[37]
- Steve Chase –  Direttore del patrocinio per la giustizia sociale e la sostenibilità
- Carol Connors – cantante, ha scritto i testi di Rocky e il motivo conduttore di "Gonna Fly Now"
- David Lee – coautore e produttore di I Jefferson, Cheers, Wings e Frasier
- Bill Feingold – cronista mondano
- Albert Frey – architetto[7]124, 144
- Ruth Gibson – cantante, cantautore, musicista e talent scout[4]83
- R. C. Gorman – il "Picasso dell'arte dei nativi americani"
- Harry Grey – creatore di "'Noodles' Aaronson"
- Ted Grouya – compositore musicale[7]190[8]232
- Lalo Guerrero – chitarrista, cantautore e attivista sindacale
- Earle Hagen – compositore
- Moya Joe Henderson – autore (Moya)[14]
- A. Quincy Jones – architetto
- Terri Ketover – Camera di commercio di Palm Springs
- Murray Korda – virtuoso del violino e direttore d'orchestra[3]177[7]217[8]250[38]
- Stanley Kramer – regista e produttore cinematografico
- William Krisel – architetto[7]245
- Frederick Loewe – compositore musicale[8]24[39]
- Josephine Lombardo – soprano operistico[2]82
- Bill Marx – musicista[4]135[nb 13]
- Andrew Neiderman – romanziere[7]264
- Sidney Sheldon – autore[7]55, 86[8]94, 131–133[nb 14]
- Julius Shulman – fotografo
- Frank Sinatra Jr. – cantante, cantautore e direttore d'orchestra
- Billy Steinberg – cantautore
- Ed Thrasher – fotografo e direttore artistico[40]
- Dionne Warwick – musicista
- Donald Wexler – architetto[10]
- Paul R. Williams – architetto[10]
- E. Stewart Williams – architetto[10]

## Galleria d'immagini

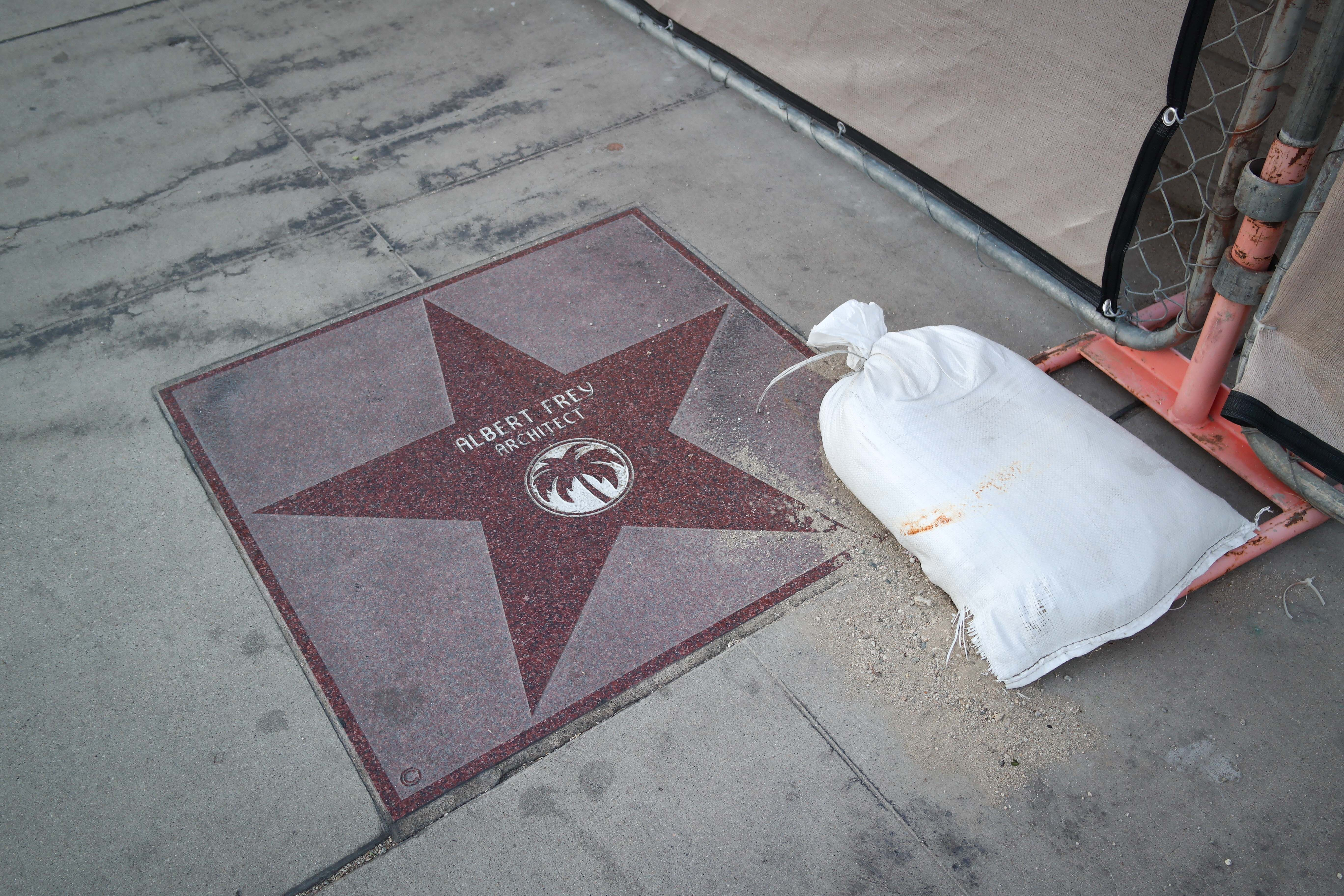
La stella di Albert Frey
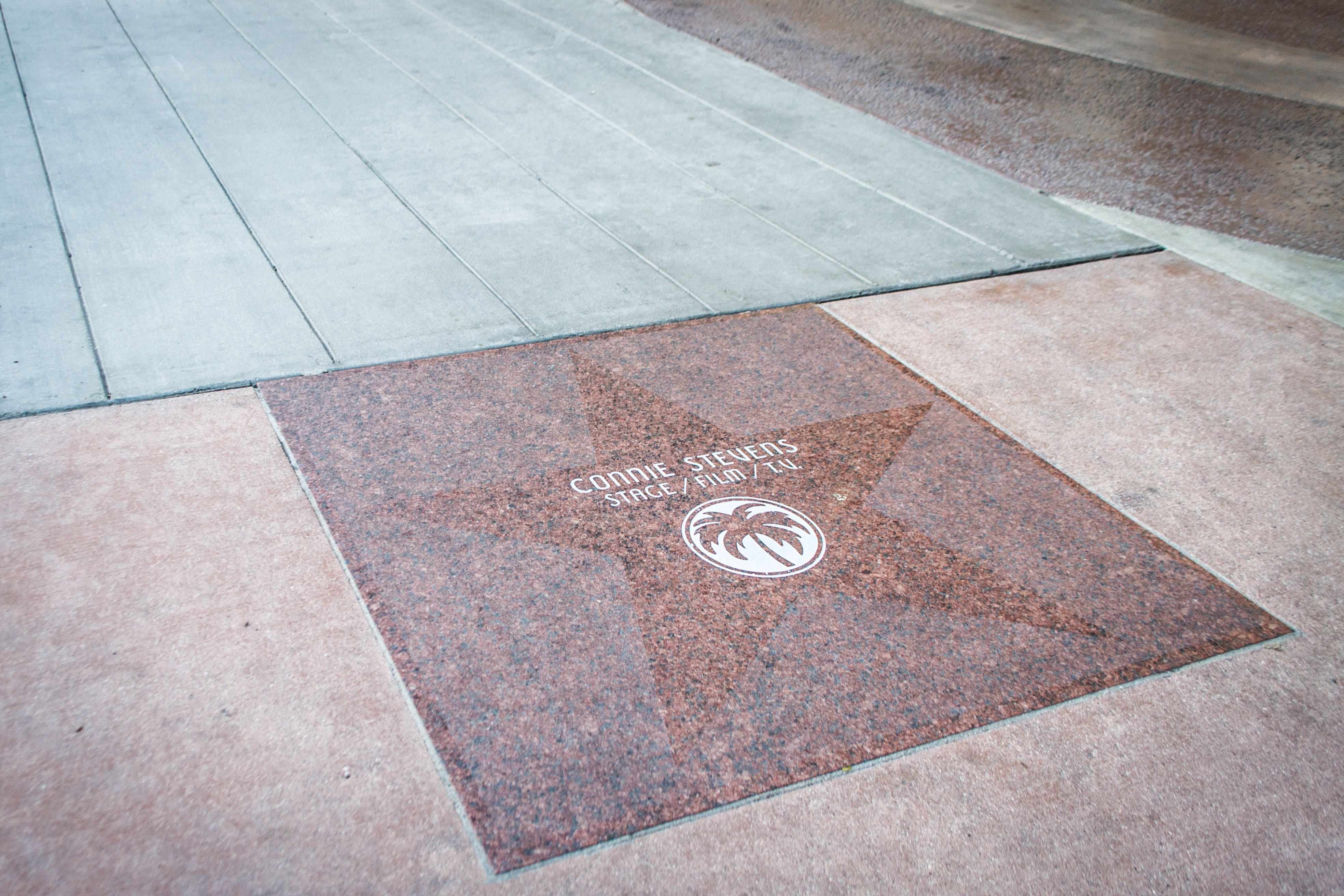
La stella di Connie Stevens
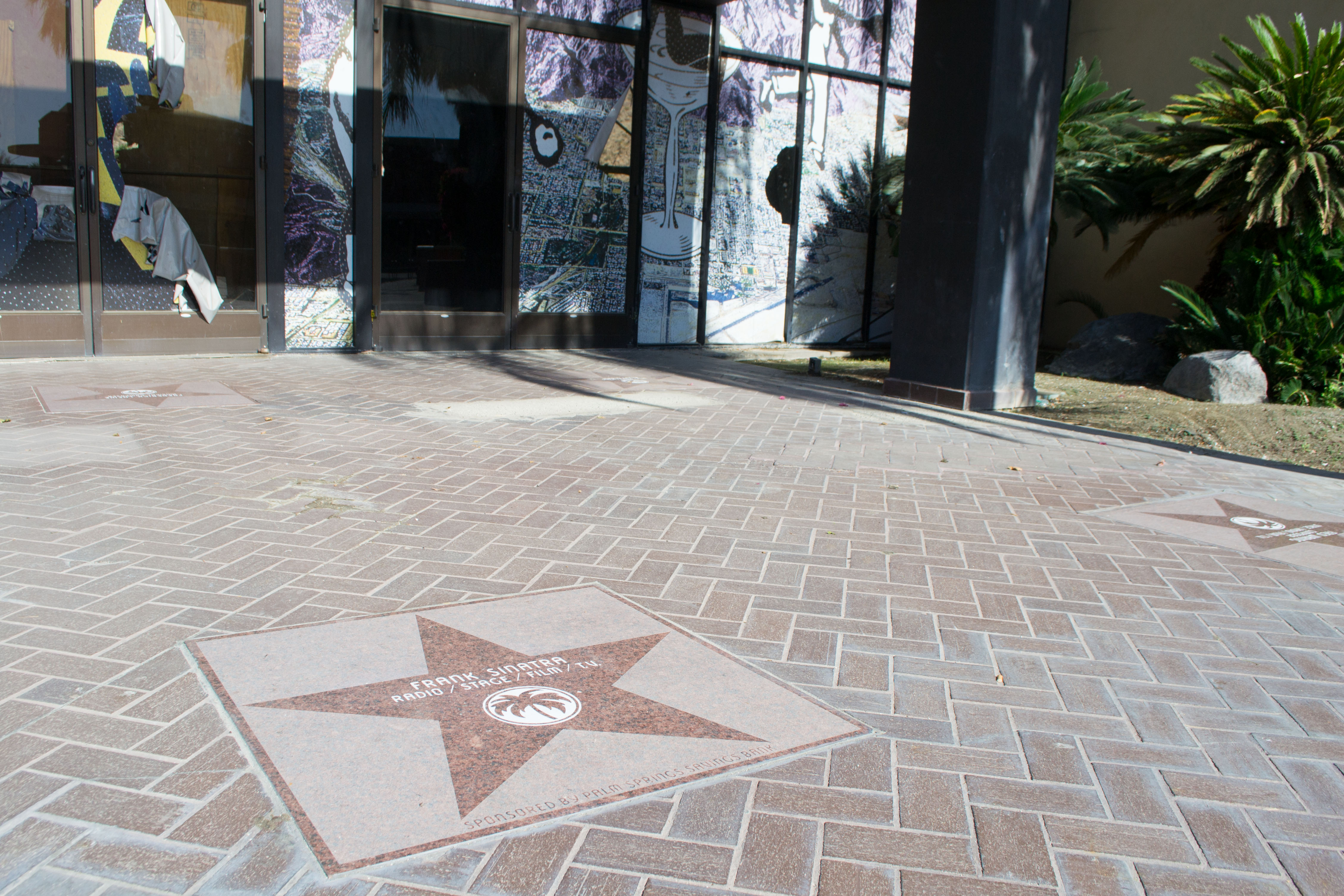
La stella di Frank Sinatra
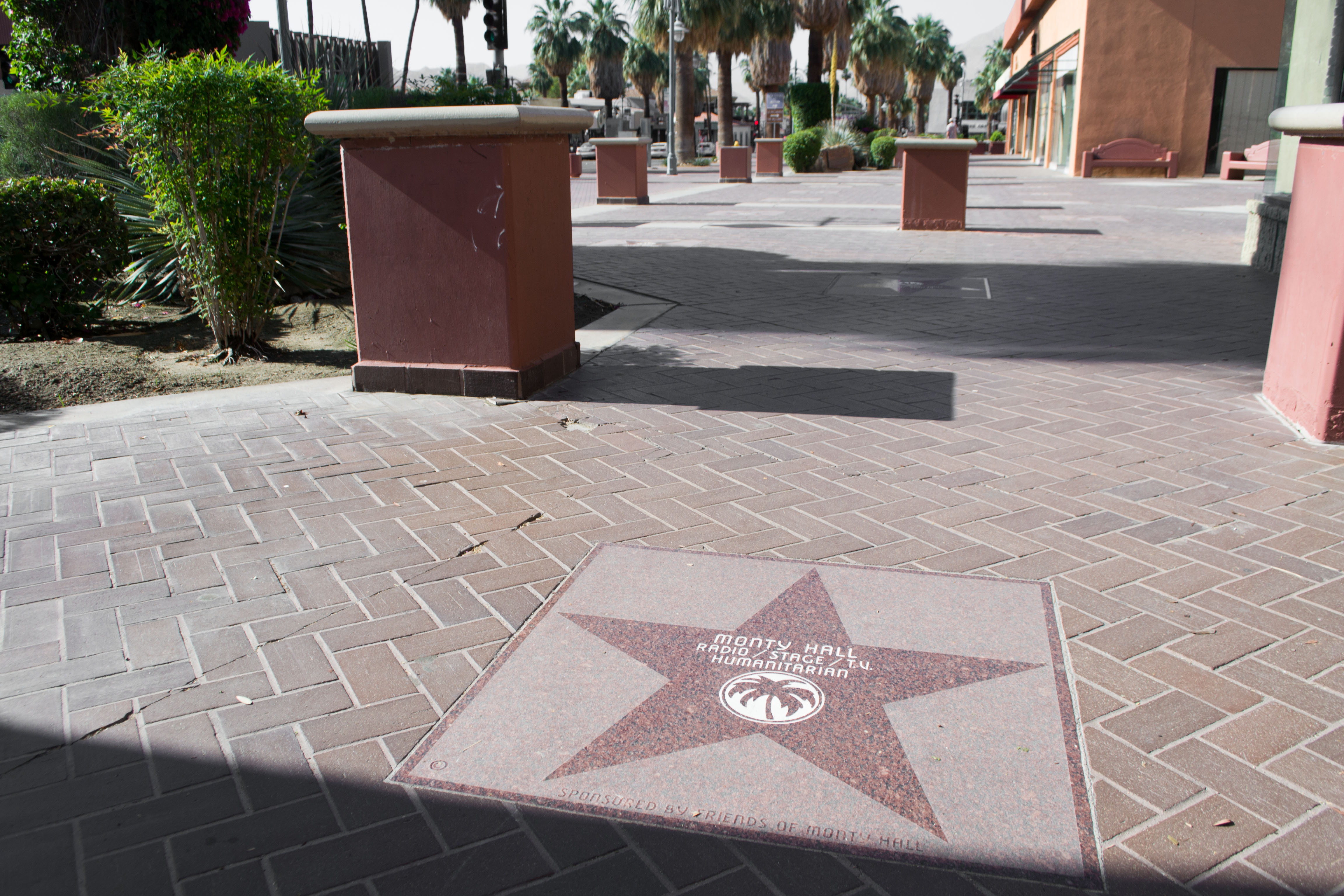
La stella di Monty Hall
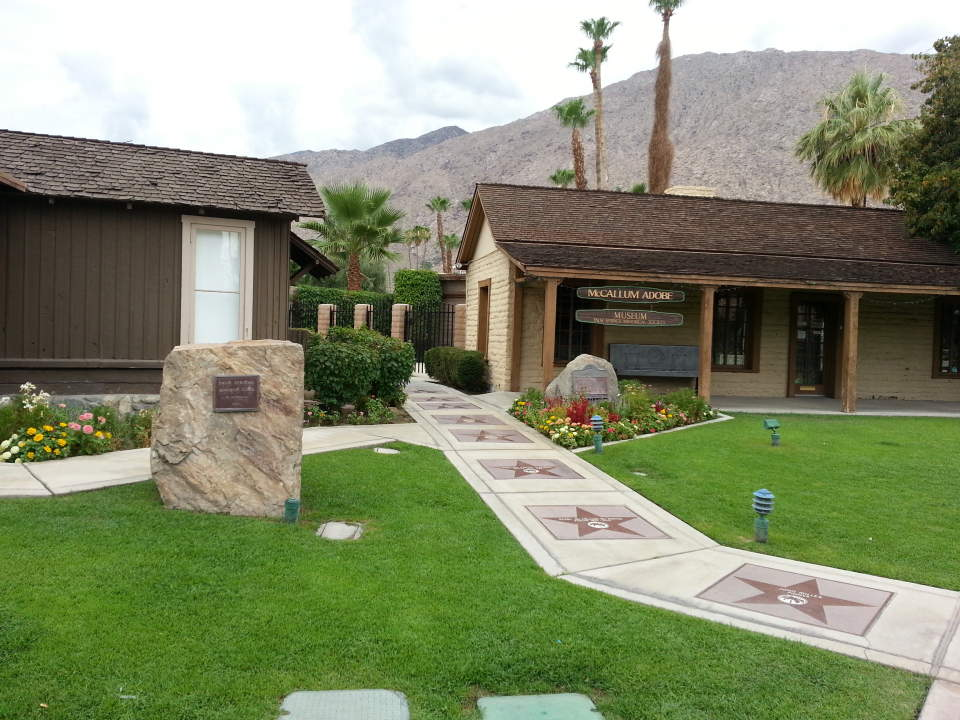
Stelle sulla Walk of Stars al Village Green Heritage Center
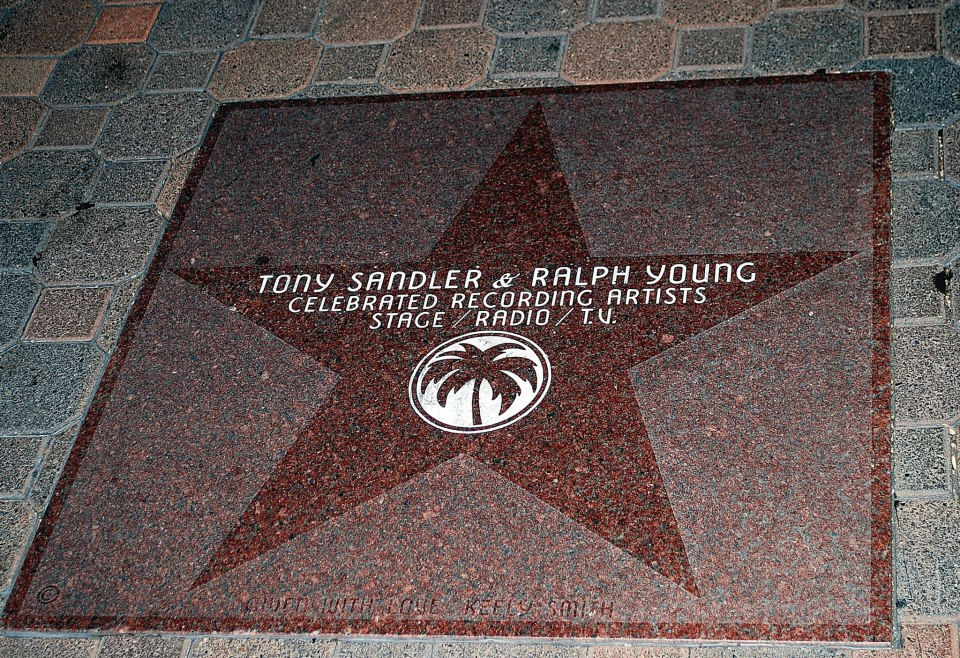
La 'Stella' sulla Walk of Fame di Sandler & Young, Celebri artisti discografici
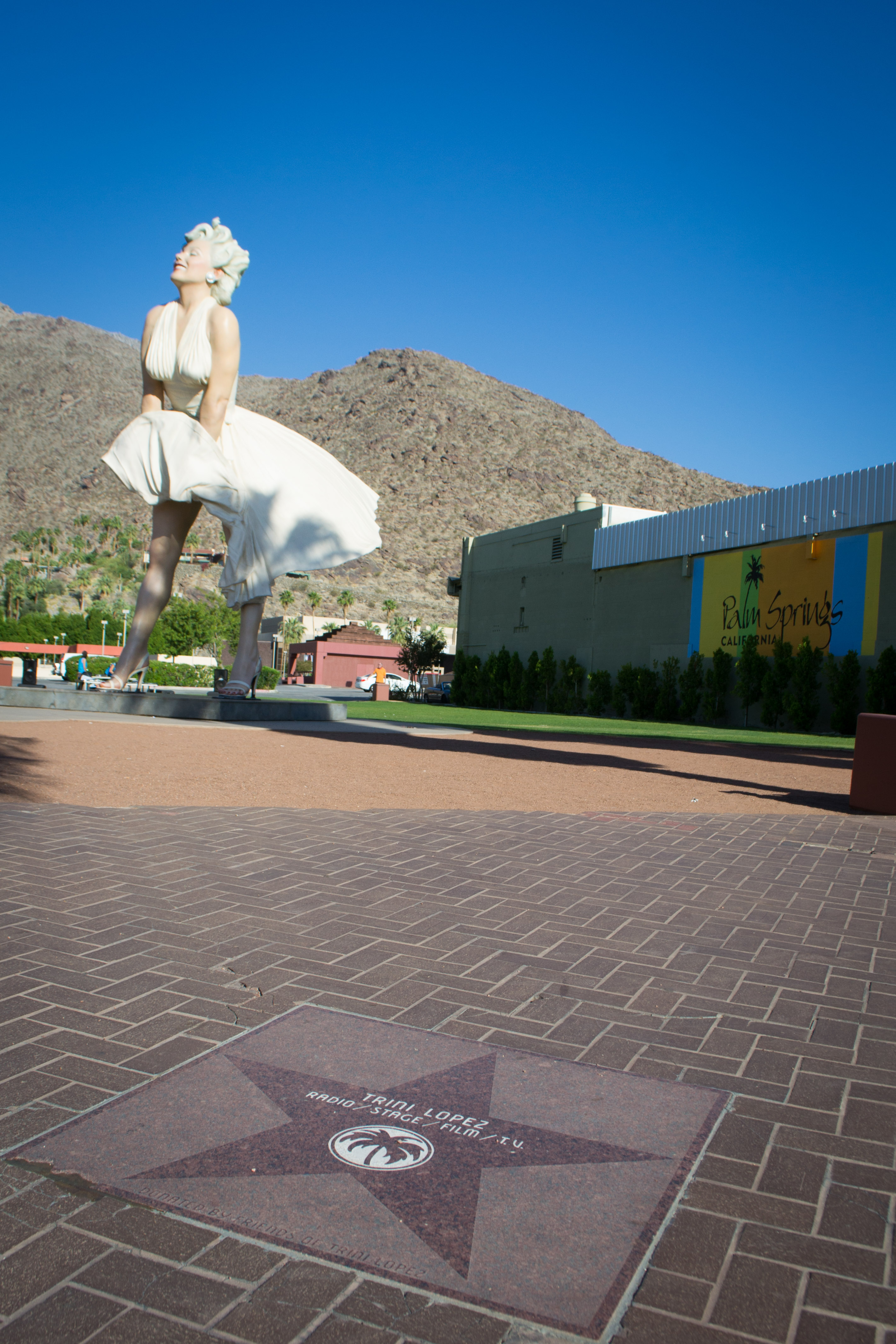
La stella di Trini Lopez a Palm Springs
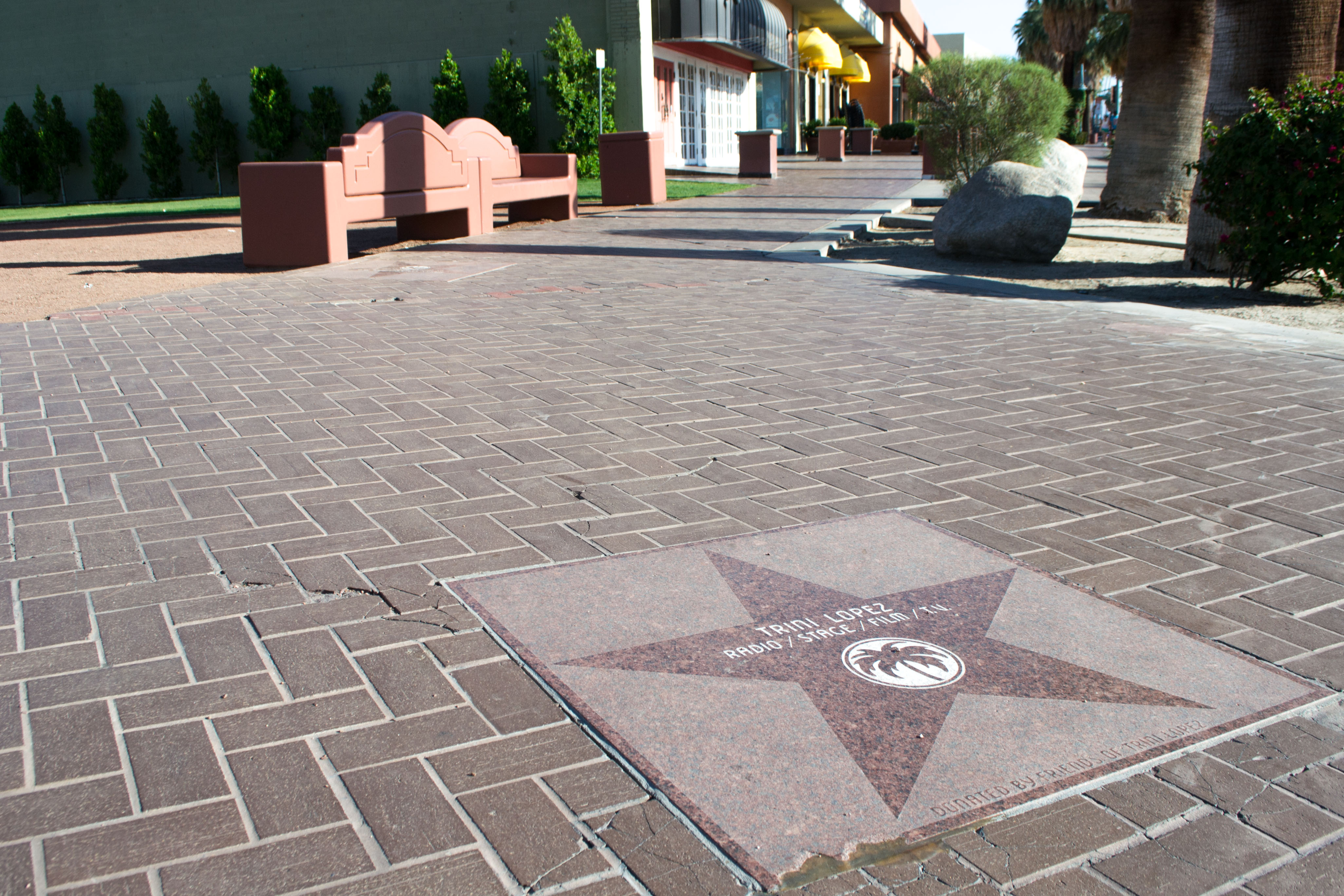
La stella di Trini Lopez

## Annotazioni
1. ↑  Con la moglie Lezlie Anders
2. ↑  Con il compagno di vita David Peet
3. ↑  Yolande Donlan e Val Guest erano coniugi
4. ↑  Mitchell è l'autore di uno dei riferimenti. Il suo elenco nel riferimento è stato scritto da sua moglie, Marilyn Mitchell.
5. ↑  La Stella della Monroe è stata ridedicata il 1º giugno 2012.
6. ↑  Ospite per il talk show The Doctors
7. ↑  Sposa di Charles "Buddy" Rogers
8. ↑  Sposo di Mary Pickford
9. ↑  Era una volta sposata con Louis Prima
10. ↑  Jerry Thorpe è il figlio di Richard Thorpe. Condividono la stella.
11. ↑   Palm Springs Walk of Stars Under Dispute - AP Online | HighBeam Research, su web.archive.org, 15 gennaio 2015. URL consultato il 28 dicembre 2023 (archiviato dall'url originale il 15 gennaio 2015).
12. ↑  Earl era un dirigente della The Hoover Company e Miriam era un importante contributore al Center on Halsted a Chicago.
13. ↑  Figlio adottivo di Harpo Marx e Susan Fleming
14. ↑  I coniugi Jorja Curtright (deceduta) e Alexandra Sheldon hanno entrambi delle stelle.